# 粗坑壩
粗坑壩，又稱屈尺壩，位於台灣新北市新店區新店溪中游屈尺附近，即南勢溪與北勢溪合流後下游約1.5公里之處的水壩，距上游桂山電廠約2公里。當初設計功能為利用屈尺至小粗坑之間的彎曲河道所形成的落差，提供小粗坑發電廠發電。如今的功能為配合直潭堰蓄水，供應大台北地區的民生用水，並調節翡翠水庫與桂山電廠發電的尾水，並將河水引到下游的粗坑電廠發電:147。水壩堰堤上游水域即為新店燕子湖。

## 沿革
粗坑壩於1907年興建，1909年8月完工，距今已有百年歷史。1989年為了確保壩體安全，動工修補，並且加固壩體等工程於其上:57。

## 設施
粗坑壩係一小型攔水堰堤，屬混凝土重力壩，採自由溢流方式，並設有排砂道及魚道。
| 設施名稱             | 簡介                       |
| -------------------- | -------------------------- |
| 廠房                 | 露天式                     |
| 設計發電水頭（公尺） | 53.83                      |
| 用水量（CMS）        | 27.08                      |
| 裝置容量（MW）       | 5                          |
| 發電機組             | 豎軸卡布蘭式水輪發電機一部 |
| 年發電量（kWh）      | 0.35 億                    |

## 事故
2025年7月8日，一名男子在新店廣興橋下游的粗坑壩附近玩SUP發生溺水事件，而後直潭分隊人員見到槳板在水壩附近，前往查看時因強勁水流而翻覆。其中溺水男子送醫不治、2名消防員殉職與1名義消仍在醫院搶救中。

## 外部連結
- 經濟部水利署北區水資源局全球資訊網-粗坑壩 （页面存档备份，存于）